# ساحج

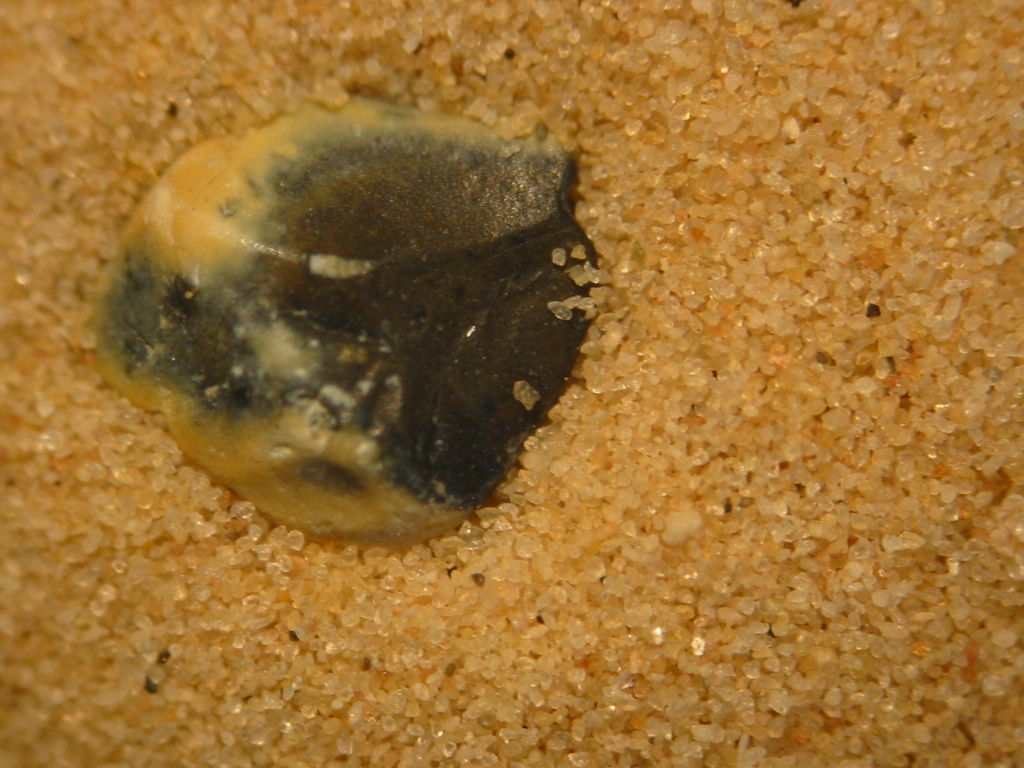
يختلف حجم الحبيبات المسنفرة بين 2 مليمتر إلى 40 ميكرومتر.

الساحج أو مادة السنفرة أو المادة الساحجة هي مادة معدنية ذات صلابة عالية يستخدم مسحوقها لتسوية وتنعيم وتلميع الأسطح التي قد تكون معدنية أو خشبية أو زجاجية. وقد تستخدم في ذلك الغرض أقمشة الساتان أو الألياف.

## ميكانيكية السحج

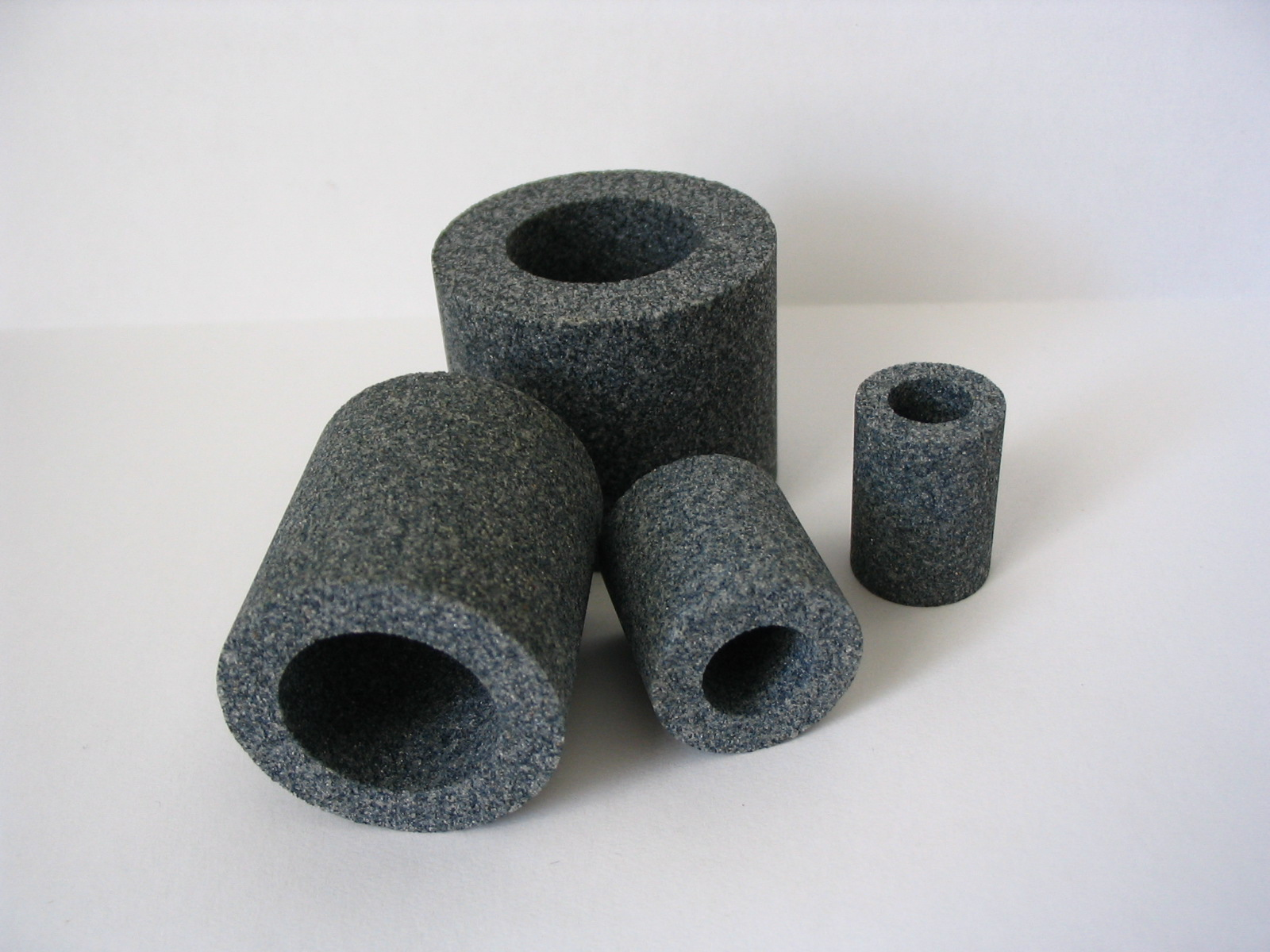

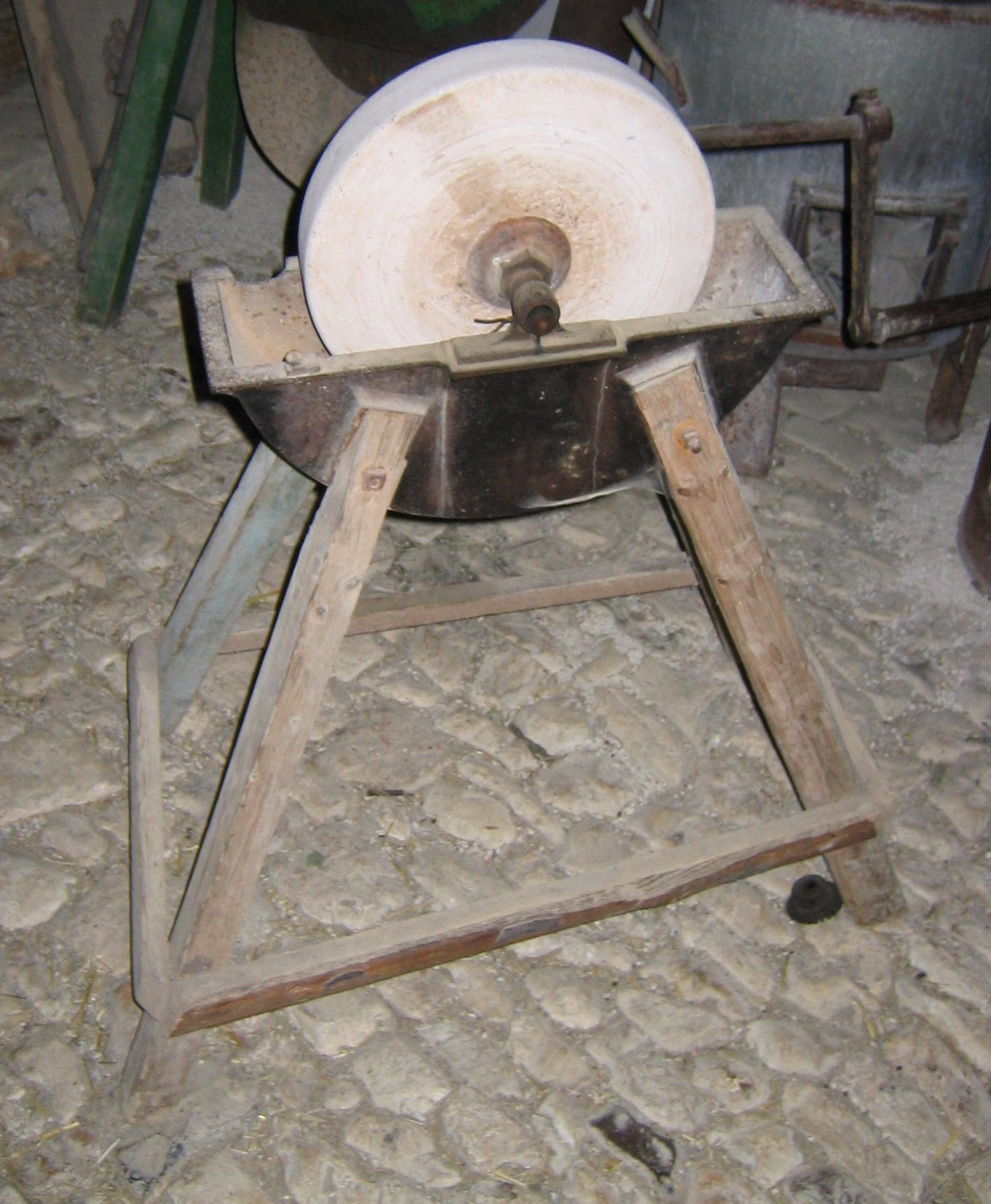

تعتمد عملية السحج على أن تكون المادة المستخدمة للسحج أشد صلادة من الشيء المراد تنعيمه وتلميعه. وفي المعتاد تستخدم مواد معدنية ذات صلادة أعلى من 7 (تصنيف موس لصلابة المعادن)، كما يمكن استخدام الأحجار الاصطناعية في السحج. والماس هو أشد المواد صلابة ويوجد طبيعيا، ويمكن تصنيعه معمليا. وعادة يستخدم معدن الكوروند الذي يوجد أيضا طبيعيا ويمكن تحضيره من البوكسيت. كما تستخدم كربونات الكالسيوم للتلميع.
ولغرض استخدام تلك المواد لا بد من سحقها أولا بحيث يصغر حجمها إلى حبيبات بحجم 2 مليمتر أو إلى درجة سحق أعلى بحيث يصل حجم الحبيبات إلى نحو 0,001 مليمتر، وذلك يعتمد على الغرض المراد استخدامها فيه. وتتميز الحبيبات الناتجة بحروف حادة وتصبح مدببة الجوانب مما يساعدها على زيادة ضغط احتكاكها بالأسطح المراد سحجها وتلميعها.

## اقرأ أيضا
- كورندم
- صلادة